# Ảnh hưởng của đại dịch COVID-19 đối với truyền hình
Đại dịch coronavirus 2019 đã làm ngừng hoạt động hoặc trì hoãn việc sản xuất các chương trình truyền hình ở một số quốc gia.

## Sản xuất

### Úc
Trên Kênh 10, The Project, Dancing with the Stars Australia và Studio 10, đã đình chỉ cho khán giả vào trong studio của họ.  Chương trình Survivor Australian: All Stars được quay thành phim mà không có khán giả và sẽ được Osher Günsberg dẫn chương trình, chứ không phải là người dẫn chương trình  Jonathan LaPaglia thường xuyên trước đó của loạt phim, do hạn chế đi lại.  Mùa thứ tám của Australian Survivor, dự kiến bắt đầu quay ở Fiji vào tháng Tư, đã bị hoãn lại sau quyết định của Thủ tướng Scott Morrison thiết lập lệnh cấm du lịch cấp 4 cấm các chuyến du lịch quốc tế. Kênh 10 cũng đã thay đổi trường đua cho mùa thứ năm của Amazing Race Australia để nó chỉ quay ở nội địa ở Úc thay vì trên toàn thế giới.
Trên kênh ABC, Q &amp; A và Shaun Micallef's Mad as Hell đã đình chỉ khán giả trường quay của họ.  Australian Ninja Warrior không cho khán giả tham dự các buổi ghi hình ngoài các thành viên gia đình của các thí sinh.  The Voice Australia và Australia's Got Talent hoãn sản xuất do tài năng quốc tế phải đối mặt với việc cách ly mười bốn ngày sau khi đến Úc.
Quay phim opera xà phòng Home and Away đã bị Đài 7 đình chỉ kể từ ngày 22 tháng 3. Đài này cũng đã loại bỏ chương trình khỏi lịch trình của nó trong hai tuần và thay thế nó bằng chương trình tin tức mới nhất. Phim xà phòng opera Neighbors đình chỉ quay phim trong hai ngày sau khi một thành viên phi hành đoàn tiếp xúc với một người đã thử nghiệm dương tính với coronavirus. Sau khi tiếp tục sản xuất, Neighbours đã thực hiện các hướng dẫn mới, bao gồm chia tách đội của mình và tránh những cảnh thân mật giữa các thành viên trong đoàn.

### Brazil
Rede Globo đã thay đổi lịch trình lập trình của họ bằng cách mở rộng chương trình tin tức thường xuyên và cắt chương trình giải trí. Điều này bao gồm việc đình chỉ đợt quay của các phim telenovela để giữ sự an toàn của dàn diễn viên và đoàn làm phim. Bởi vì điều này, telenovela Amor de Mãe 9pm hiện đang trình chiếu đã được thay thế bằng loạt phim Fina Estampa năm 2011. Các nhà báo trên sáu mươi tuổi của đài đã được yêu cầu làm việc từ xa.

### Canada
Vào ngày 11 tháng 3, mùa thứ tám của Big Brother Canada đình chỉ khán giả tham dự các tập phim trục xuất.  Trong tập phim trục xuất vào tuần sau, người dẫn chương trình Arisa Cox đã dẫn tập phim từ nhà cô để giảm thiểu nguy cơ gia đình cô bị nhiễm bệnh. Tập phim cũng cho thấy HouseGuests, những người bị cô lập trong nhà trước khi Tổ chức Y tế Thế giới tuyên bố bệnh coronavirus là một đại dịch, được thông báo về đại dịch coronavirus. Vào ngày 24 tháng 3 năm 2020, mùa này của Big Brother Canada đã ngừng sản xuất, quay đêm chung kết vào ngày 23 tháng 3 
Trong tuần 13 tháng 3, The Marilyn Denis Show và The Social cũng đình chỉ khán giả vào trường quay.  Warner Bros. Television đình chỉ các sản phẩm sản xuất tại Vancouver của Riverdale, The Flash, Batdess và Supernatural.  Các sản phẩm truyền hình bổ sung có trụ sở tại Vancouver đã bị đình chỉ bao gồm Snowpiercer và See.
Do sự đình chỉ của Liên đoàn khúc côn cầu quốc gia, Đài truyền hình CBC đã bỏ chương trình Hockey Night in Canada hàng tuần, thay thế phát sóng bằng Movie night in Canada, một bộ phim hai lần của Canada. Với hầu như tất cả các môn thể thao trực tiếp đã bị hủy, TSN và Sportsnet đều chọn tham gia phát lại các chương trình phát sóng thể thao trong quá khứ, bao gồm toàn bộ trận play-off vô địch năm 2019 của Toronto Raptors.
Giải thưởng Juno năm 2020  và Giải thưởng màn ảnh Canada lần thứ 8, dự kiến sẽ được truyền hình vào tháng 3, đã bị hủy bỏ.
Truyền hình CBC tạm thời ngừng sản xuất các bản tin địa phương trên gần như tất cả các đài do họ sở hữu và vận hành, thay thế chúng bằng một bản mô phỏng của CBC News Network quốc gia để "tạm thời đưa tài nguyên của chúng tôi tập trung đưa tin tức cốt lõi"; ngoại lệ duy nhất là dịch vụ CBC North ở Bắc Canada, do nhu cầu phục vụ các cộng đồng ngôn ngữ bản địa. Tuy nhiên, động thái này phải đối mặt với sự chỉ trích ở một số khu vực, với các chính trị gia và nhân vật truyền thông cho rằng tin tức và thông tin tập trung tại địa phương đặc biệt quan trọng trong thời điểm khẩn cấp.

### Nhật Bản
Một số xưởng phim hoạt hình đã khuyến khích nhân viên của họ làm việc tại nhà mặc dù việc làm của các họa sĩ hoạt hình tự do ở một số hãng phim đã hạn chế sự gián đoạn công việc. Sản phẩm Anime bao gồm cả A3! Season Spring & Summer, A Certain Scientific Railgun T, Infinite Dendogram, Asteroid in Love đã bị trì hoãn do đại dịch. Các sản phẩm phụ thuộc nhiều vào việc thuê ngoài giữa và công việc tô màu cho các hãng phim ở Trung Quốc bị ảnh hưởng nhiều nhất bởi đại dịch COVID-19.

### Hà Lan
Loạt thực tế Hà Lan Wie is de Mol?, bộ phim kết thúc tập phim trước đám đông ở Vondelpark, đã quyết định quay phim mà không có khán giả cho mùa thứ hai mươi.  Bắt đầu từ ngày 15 tháng 3, chương trình truyền hình châm biếm Zondag met Lubach bắt đầu quay phim mà không có khán giả.  Sản xuất xà phòng hàng ngày Goede tijden, slechte tijden bị đình chỉ  và kênh của chương trình quyết định phát bốn tập mỗi tuần từ ngày 23 tháng 3 thay vì năm tập.

### Philippines
Talk show truyền hình, truyền hình thực tế, chương trình truyền hình tạp kỹ và trò chơi truyền hình ở Philippines tạm thời được quay mà không có khán giả trực tiếp. TAPE Inc. đã thông báo vào ngày 9 tháng 3 rằng họ sẽ ngừng tiếp nhận khán giả trực tiếp cho chương trình tạp kỹ Eat Bulaga của họ!, được phát sóng trên GMA Network; ABS-CBN làm theo, thông báo vào ngày 10 tháng 3 rằng các kênh này sẽ làm điều tương tự cho các chương trình truyền hình của họ bao gồm Showtime, Banana Sundae, Magandang Buhay, mùa thứ hai của I Can See Your Voice và ASAP phiên bản Philippines. GMA Network sau đó tiếp tục làm vậy với Wowowin (bao gồm cả phiên bản thứ bảy hàng tuần), Chủ nhật hàng tuần, Centerstage, The Boobay và Tekla Show, Mars Pa More và GMA News TV của Kus sa Kusina và Tonight với Arnold Clavio.
Vào ngày 14 tháng 3 năm 2020, cả ABS-CBN và GMA Network đều tuyên bố rằng họ sẽ đình chỉ sản xuất trên các chương trình truyền hình và chương trình giải trí trực tiếp có hiệu lực vào ngày 15 tháng 3 (cùng ngày với phong tỏa do Tổng thống Rodrigo Duterte tuyên bố tại Metro Manila và Cainta, Rizal).   Do đó, ABS-CBN sẽ tạm thời phát sóng các chương trình được phát sóng trước đó để xem vào thời gian nguyên thủy: 100 ngày lên thiên đường, May Bukas Pa và On the Wings of Love. Ngoài ra, mạng đã cho ra mắt bộ phim truyền hình của iWant I Am U khi ra mắt trên truyền hình. Với các chương trình cổ điển hơn được công bố sẽ phát sóng trong vài tuần tới, Walang Hanggan, The Legal Wife và Got to Believe cho chương trình buổi chiều và Wildflower trên khung giờ vàng. GMA Network theo sát với Ika-6 na Utos, Encantadia, Kambal, Karibal và Người tình của chồng tôi.
Vào ngày 18 tháng 3 năm 2020, GMA News TV và CNN Philippines tuyên bố rằng họ sẽ tạm thời ngừng phát sóng bắt đầu từ ngày 19 tháng 3, sau đó sẽ trở thành Trung tâm doanh nghiệp toàn cầu ở Mandaluyong, nơi đặt phòng tin tức và hãng phim của họ, sau đó được khử trùng một trường hợp được xác nhận trong văn phòng của một trong những người thuê tòa nhà. Hai đài này cuối cùng đã quay trở lại vào ngày 20 và 23 tháng 3, với GMA News TV nhường chỗ cho một mô phỏng video toàn thời gian tạm thời của DZBB-AM và chương trình phòng thu của đài.

### Tây Ban Nha
Kể từ tuần thứ hai của tháng 3, tất cả các chương trình được quay mà không có khán giả. Cuộc thi âm nhạc truyền hình thực tế Tây Ban Nha Operación Triunfo đã phải gián đoạn trong mùa thứ 11 như là một biện pháp phòng ngừa đối với đại dịch coronavirus đang diễn ra.  Các chương trình hài kịch Late Motiv, El intermedio và El Hormiguero đã quyết định thực hiện các chương trình chi phí thấp liên quan đến ít người hơn và sử dụng nhiều hội nghị qua truyền hình để tránh lây lan.
Ngoài ra, các chương trình trò chơi truyền hình như The Chase (El Cazador) của Tây Ban Nha đã bị đình chỉ hoặc đang sử dụng các tập lưu trữ như Saber y ganar (lần đầu tiên sau 23 năm), Ahora caigo, ¡Boom! và La ruleta de la suerte.
Đồng thời, phim truyền hình bị đình chỉ và/hoặc bị gián đoạn, như các bản quay của mùa cuối cùng của La que se avecina hoặc mùa thứ hai của Señoras del (h) ampa. Veneno, loạt tiểu sử về cuộc đời và cái chết của Cristina Ortiz, La Veneno, sẽ chỉ ra mắt trong Atresplayer Premium với 1 trong 8 tập vào ngày 29 tháng 3 năm 2020, khiến phần còn lại của các tập không được công bố cho đến khi có thông báo mới.

### Vương quốc Anh
BBC One đã hoãn quay phim cho một phiên bản nổi tiếng của Race Across the World, dự kiến bắt đầu quay vào tháng 4.  Tuần tiếp theo, kênh bị đình chỉ sản xuất của Blindy Blinders và Line of Duty.  Ant &amp; Dec's Saturday Night Takeaway hủy một buổi ghi hình đêm chung kết tại Walt Disney World sau khi đóng cửa công viên. Vào ngày 15 tháng 3, việc quay cho phần thứ hai của loạt phim Netflix The Witcher ở Vương quốc Anh đã bị đình chỉ trong hai tuần.  Bắt đầu từ tuần 16 tháng 3, Jeremy Vine, Loose Women và QI quay phim mà không có khán giả trường quay.  Vào ngày 18 tháng 3, BBC đã đình chỉ sản xuất các bộ phim truyền hình y tế và vở kịch xà phòng bao gồm EastEnders, Casualty, Doctor, và Holby City.

### Hoa Kỳ
Hầu hết các chương trình truyền hình Mỹ được quay ở Thành phố New York hoặc khu vực đô thị Los Angeles. Vào ngày 12 tháng 3 năm 2020, Thống đốc New York Andrew Cuomo đã ban hành một tuyên bố khẩn cấp trên toàn tiểu bang, không cho phép đám đông từ 500 người trở lên cho đến ngày 12 tháng 4  Cuomo đã hạ con số xuống 50 người vào ngày 16 tháng 3 theo khuyến nghị từ CDC, điều này cho thấy mức tối thiểu là tám tuần. Cũng vào ngày 12 tháng 3, Thống đốc bang California, ông Gavin Newsom đã cấm tụ tập hơn 250 người, có hiệu lực đến ngày 31 tháng 3.
Không phải tất cả các chương trình đều ngừng sản xuất - Prometheus Entertainment tuyên bố rằng các sản phẩm của Ancient Aliens, The Curse of Oak Island và The UnXplained đã được miễn theo lệnh tạm trú tại chỗ của thị trưởng Los Angeles Eric Garcetti, ông tuyên bố "các phóng viên tin tức tiền tuyến," studio, và các kỹ thuật viên để thu thập tin tức và báo cáo "trở thành" nhân viên cơ sở hạ tầng quan trọng thiết yếu ". Giám đốc Kevin Burns, theo The Hollywood Reporter, nói với các nhân viên rằng họ cần phải "vượt qua dịch bệnh" và đã trở nên "cuồng loạn"; công ty yêu cầu nhân viên tiếp tục công việc ít nhất là tới ngày 20 tháng 3.